# Clarke Peters

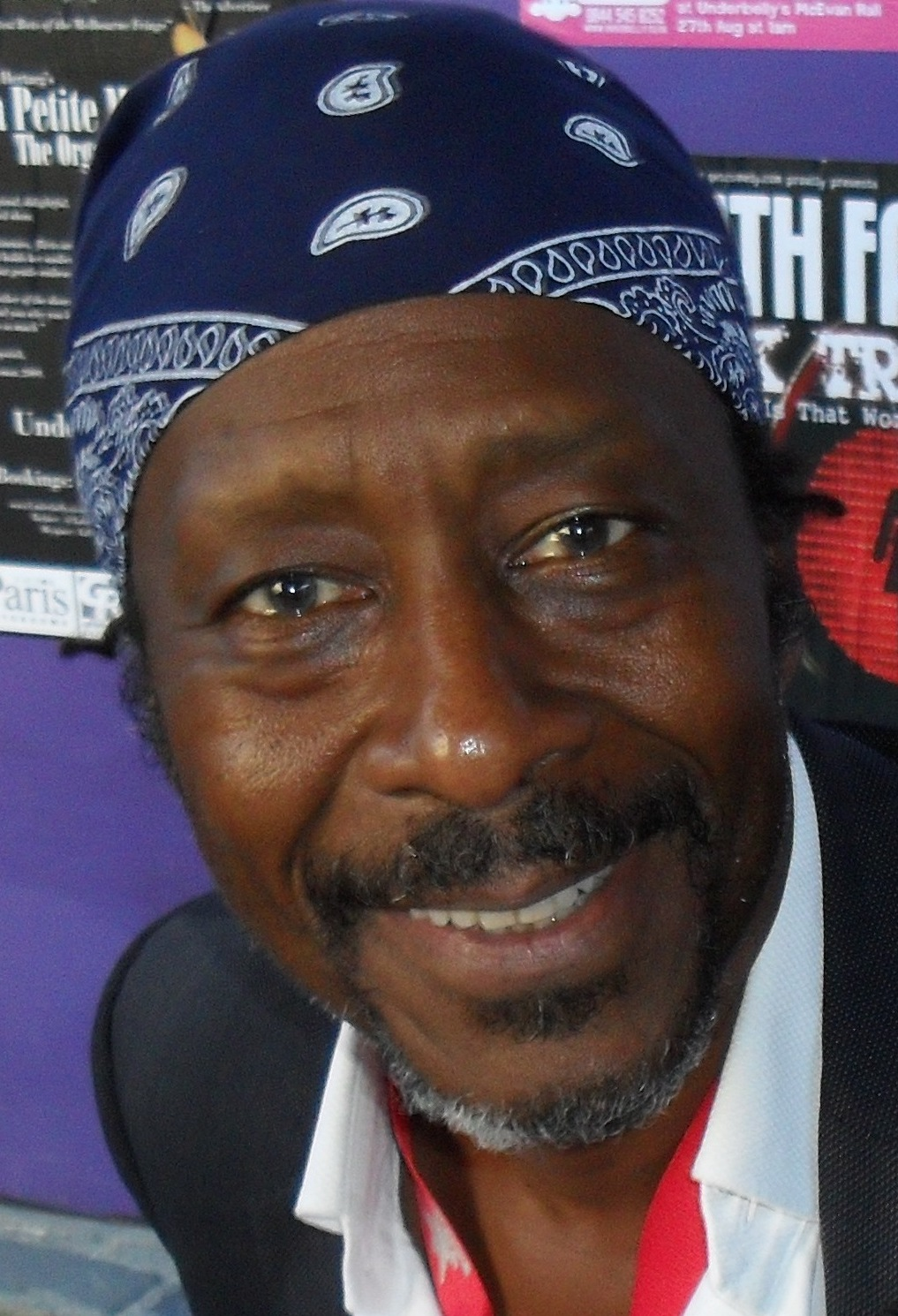
Clarke Peters (2010)

Clarke Peters (* 7. April 1952 als Peter Clarke in New York City) ist ein US-amerikanischer Schauspieler, Sänger, Tänzer und Autor. Zu seinen bekanntesten Rollen gehören die des Detective Lester Freamon und des Albert „Big Chief“ Lambreaux in den HBO-Fernsehserien The Wire und Treme.

## Leben und Werk
Peters wurde in New York City geboren und wuchs im benachbarten Englewood in New Jersey auf. 1971 arbeitete er vorübergehend in Paris und ließ sich dann 1973 in London nieder, wo er als Musiker, Sänger und Schauspieler arbeitete. Im Londoner Westend war er unter anderem in Gotta Shoe, Bubbling Brown Sugar, Blues in the Night, Porgy and Bess, The Witches of Eastwick, Chicago und Chess zu sehen. Nachdem er zusammen mit seinem Freund Ned Sherrin bereits mehrere Revue-Nummern verfasst hatte, schrieb er 1990 das Skript zu Five Guys Named Moe. Das Musical wurde sowohl am Westend als auch Broadway aufgeführt und brachte ihm eine Tony-Award-Nominierung für das beste Drehbuch ein. Später trat Peters auch am Broadway und in regionalen Theatern in den USA auf.
Seit Ende der 1970er Jahre war Peters auch als Schauspieler in Film und Fernsehen zu sehen, einer seiner ersten Auftritte war eine Nebenrolle in dem britischen Science Fiction Outland – Planet der Verdammten an der Seite von Sean Connery. In den 1990er Jahren war er in den Gastrollen in mehreren englischen Fernsehserien zu sehen und 1999 im Kino mit dem Spielfilm Notting Hill. Im folgenden Jahr spielte er die Rolle des Fat Curt in der HBO-Miniserie The Corner. Diese beschreibt die Drogenszene in einem Stadtteil von West-Baltimore und basiert auf einem Sachbuch von David Simon, der zudem auch als Produzent für sie fungierte. Mit Simon arbeitete Peters dann später in seinen beiden wohl bekanntesten Rollen als Polizei-Ermittler Lester Freamon in The Wire (2002–2008) und als Mardi Gras Indian Chief Albert Lambreaux in Treme (2010–2013) erneut zusammen. Die beiden von der Kritik hochgelobten Serien stammen ebenfalls aus der Feder von Simon. The Wire entwirft ein Gesellschaftsporträt der Stadt Baltimore mit einem besonderen Blick auf das Drogenmilieu und Treme beschreibt den Wiederaufbau eines Stadtviertels in New Orleans nach dem Hurrikan Katrina.
Im Sommer 2021 wurde Peters Mitglied der Academy of Motion Picture Arts and Sciences.

## Filmografie
- 1979: The Music Machine
- 1980: Silver Dream Racer
- 1980, 1984: Play for Today (Fernsehserie, 2 Episoden)
- 1981: Outland – Planet der Verdammten (Outland)
- 1983: Die Profis (The Professionals, Fernsehserie, Episode 5x09)
- 1983: Studio (Fernsehserie, Episode 1x06)
- 1983: Saigon -Year of the Cat- (Fernsehfilm)
- 1984: Facelift
- 1985: Travelling Man (Fernsehserie, Episode 2x01)
- 1986: Mona Lisa
- 1987: Blues in the Night (Fernsehfilm)
- 1988: Menace Unseen (Miniserie, 2 Episoden)
- 1988: Blind Justice (Miniserie, 2 Episoden)
- 1989: Die Mörder warten schon (Red King, White Knight, Fernsehfilm)
- 1989: Frederick Forsyth Presents (Fernsehserie, Episode 1x01)
- 1989: Monkeys (Fernsehfilm)
- 1991: El C.I.D. (Fernsehserie, Episode 2x01)
- 1991: Gray Clay Dolls (Kurzfilm)
- 1992: A Masculine Ending (Fernsehfilm)
- 1993: Death Train (Fernsehfilm)
- 1993: Undercover! – Ermittler zwischen den Fronten (Between the Lines, Fernsehserie, Episode 2x09)
- 1994: Murder Most Horrid (Fernsehserie, Episode 2x05)
- 1995: Chandler & Co (Fernsehserie, Episode 2x02)
- 1996: French & Saunders (French and Saunders, Fernsehserie, Episode 5x06)
- 1996: Merisairas (Seasick)
- 1998: Jonathan Creek (Fernsehserie, 2 Episoden)
- 1999: Notting Hill
- 2000: The Corner (Miniserie, 6 Episoden)
- 2000: Oz – Hölle hinter Gittern (Oz, Fernsehserie, Episode 4x03)
- 2001: American Voices (Fernsehserie)
- 2001: K-PAX – Alles ist möglich (K-PAX)
- 2002–2003: Night & Day (Fernsehserie, 6 Episoden)
- 2002–2008: The Wire (Fernsehserie, 55 Episoden)
- 2003: Head of State
- 2003: Waking the Dead – Im Auftrag der Toten (Waking the Dead, Fernsehserie, 2 Episoden)
- 2005: Law & Order: Trial by Jury (Fernsehserie, Episode 1x06 Auffälliges Verhalten)
- 2006: Das Gesicht der Wahrheit (Freedomland)
- 2007: Meadowlands – Stadt der Angst (Cape Wrath, Fernsehserie, Episode 1x06)
- 2008: Sympathetic Details
- 2008: Tao of the Traveller
- 2008: Dr. No (Sprechrolle)
- 2008: The Poker House
- 2008: Gigantic
- 2008: Turnipseed
- 2008: Life on Mars (Fernsehserie, 2 Episoden)
- 2008: Marley & Ich (Marley & Me)
- 2009: Endgame
- 2009: Brief Interviews with Hideous Men
- 2009: Damages – Im Netz der Macht (Damages, Fernsehserie, 8 Episoden)
- 2009: In Plain Sight – In der Schusslinie (In Plain Sight, Fernsehserie, Episode 2x07)
- 2009: Great Performances (Fernsehserie, Episode 37x19)
- 2009: Holby City (Fernsehserie, 5 Episoden)
- 2009: Doctor Who: Dreamland (Miniserie, 4 Episoden, Sprechrolle)
- 2009: Der Weihnachtsmuffel (Nativity!)
- 2010: Legacy
- 2010: Covert Affairs (Fernsehserie, Episode 1x01)
- 2010: Locked In
- 2010–2013: Treme (Fernsehserie, 37 Episoden)
- 2011: Archer (Fernsehserie, 2 Episoden, Sprechrolle)
- 2011: Memphis Beat (Fernsehserie, Episode 2x10)
- 2011: Searching for Sonny (Sprechrolle)
- 2012: Red Hook Summer
- 2012: Breaking Night (Kurzfilm)
- 2012–2013: Person of Interest (Fernsehserie, 11 Episoden)
- 2013: Blue Bloods – Crime Scene New York (Blue Bloods, Fernsehserie, Episode 3x16)
- 2013: Mandela: The Prison Years (Fernsehfilm)
- 2014: True Detective (Fernsehserie, Episode 1x01 Die lange strahlende Dunkelheit)
- 2014: Death in Paradise (Fernsehserie, Episode 3x05 Familienbande)
- 2014: The Divide (Fernsehserie, 8 Episoden)
- 2014: John Wick
- 2014: The Best of Me – Mein Weg zu dir (The Best of Me)
- 2014: Grace: Besessen (Grace)
- 2015: Forever (Fernsehserie, Episode 1x12)
- 2015: Inspector Barnaby (Midsomer Murders, Fernsehserie, Episode 17x03: Ein mörderisch guter Song (The Ballad Of Midsomer County))
- 2015: Der Glücksbringer – Liebe gibt es nicht umsonst (Franny)
- 2015: Jess Glynne: Don’t Be So Hard on Yourself (Kurzfilm)
- 2015: Agatha Christie: Partners in Crime (Partners in Crime, Miniserie, 3 Episoden)
- 2015: The Bad Education Movie
- 2015: Show Me a Hero (Miniserie, 2 Episoden)
- 2015: London Spy (Miniserie, Episode 1x02)
- 2015: Marvel’s Jessica Jones (Jessica Jones, Fernsehserie, 4 Episoden)
- 2016: Jericho (Fernsehserie, 8 Episoden)
- 2016: Underground (Fernsehserie, 3 Episoden)
- 2016: The Tunnel – Mord kennt keine Grenzen (Tunnel, Fernsehserie, 4 Episoden)
- 2016: People of Earth (Fernsehserie, Episode 1x09)
- 2016–2017: Chance (Fernsehserie, 14 Episoden)
- 2017: Division 19
- 2017: The Blacklist: Redemption (Fernsehserie, 2 Episoden)
- 2017: Three Billboards Outside Ebbing, Missouri
- 2017: The Deuce (Fernsehserie, Episode 1x08)
- 2017: Last Fair Deal (Kurzfilm)
- 2018: Bulletproof (Fernsehserie, 6 Episoden)
- 2018: Love Is_ (Fernsehserie, 10 Episoden)
- 2018: The Pages (An Acceptable Loss)
- 2019: Harriet – Der Weg in die Freiheit (Harriet)
- 2019: The Mandela Effect
- 2019: Christmas Under the Stars (Fernsehfilm)
- 2019: His Dark Materials (Fernsehserie, 3 Episoden)
- 2020: Die Magie der Träume (Come Away)
- 2020: Bumps (Kurzfilm)
- 2020: Da 5 Bloods
- 2021: Die Bande aus der Baker Street (The Irregulars)
- 2021: Foundation (Fernsehserie, 6 Episoden)
- 2021: La Fortuna (Fernsehserie, 6 Episoden)
- 2022: The Man Who Fell to Earth (Fernsehserie)
- 2022: Whitney Houston: I Wanna Dance with Somebody
- 2024: Eric (Miniserie)